# Egeria densa
Egeria densa é uma espécie de planta com flor pertencente à família Hydrocharitaceae. 
A autoridade científica da espécie é Planch., tendo sido publicada em Annales des Sciences Naturelles; Botanique, sér. 3 11: 80. 1849.

## Portugal
Trata-se de uma espécie presente no território português, nomeadamente no Arquipélago dos Açores.
Em termos de naturalidade é introduzida na região atrás referida.

## Protecção
Não se encontra protegida por legislação portuguesa ou da Comunidade Europeia.